# Жужелица узкогрудая
Жужелица узкогрудая (лат. Carabus constricticollis) — жук из семейства жужелиц.

## Описание
Жук длиной 25—34 мм. Ноги длинные. Голова и переднеспинка медно-красные или золотисто-зеленые.
Переднеспинка вытянутая, перед основанием с резким угловидным вдавлением. Надкрылья выпуклые, зелёного или зелено-бронзового цвета, с продольными рядами чёрных выпуклых бугорков, образующих цепочки.

## Ареал
Обитает на юге Приморского края (Пограничный, Барабаш-Левада, Уссурийск, Каменушка, Барабаш, Приморский); Корея, Северно-Восточный Китай.

## Местообитания
Предпочитает широколиственные и смешанные хвойно-широколиственные леса в долинах и предгориях, кедрово-широколиственные леса до высоты 800 м над уровнем моря.

## Биология
Жук встречается с мая-июня по сентябрь. Хищник-полифаг с тенденцией к олигофагии. Питается преимущественно моллюсками, в том числе и раковинными брюхоногими, которых выедает из раковин.

## Численность
Наибольшая сезонная численность отмечается в мае-июне и августе-сентябре. Изредка омогут попадаться, в установленные для ловли ловушки. Общая численность во многих районах Приморского края значительно снизилась.

## Замечания по охране
Занесена в Красную книгу России (II категория — сокращающийся в численности вид).
Мероприятия по охране — ограничение вырубки лесов на юге Приморского края. Охраняется в заповедниках Кедровая падь и Уссурийский заповедник.